# De jeu-de-boulesspelers
De jeu-de-boulesspelers is een schilderij van de Franse kunstschilder Henri Matisse.
Het schilderij van 115 × 147 cm is vervaardigd van olieverf op linnen. Het bevindt zich in de Hermitage in Sint-Petersburg. Henri Matisse heeft het in 1908 gemaakt.
Het schilderij was van 6 maart t/m 17 september 2010 te zien op de tentoonstelling Matisse tot Malevich Pioniers van de moderne kunst uit de Hermitage in de Hermitage in Amsterdam.